# Juan Iturralde y Suit
Juan Iturralde y Suit (Pamplona, 23 de octubre de 1840 - Barcelona, 17 de agosto de 1909) fue un historiador, arqueólogo, ensayista y artista navarro, fundador de la Asociación Euskara de Navarra, director de la Revista Euskara, secretario y vicepresidente de la Comisión de Monumentos Históricos y Artísticos de Navarra, además de concejal del Ayuntamiento de Pamplona.

## Biografía
Nacido en Pamplona, el 23 de octubre de 1840, fue bautizado en la parroquia de San Juan Bautista.
Estudió el bachillerato e inició la carrera Ingeniero que abandonó por motivos de salud. Por iniciativa de su padre, que era director de banco, estudió Comercio y Mercantil en la Escuela Comercial en Burdeos y posteriormente se desplazó a París donde, influido por un Romanticismo tardío, aprendió a dibujar y a pintar. A su regreso es nombrado correspondiente de la Real Academia de Bellas Artes de San Fernando el 29 de enero de 1866. Desde ese mismo año es miembro de la Comisión de Monumentos Históricos y Artísticos de Navarra donde ocupará los cargos de secretario y vicepresidente durante más de 40 años de pertenencia.
Fue concejal del Ayuntamiento de Pamplona hasta en dos ocasiones: la primera desde el 30 de septiembre de 1868 al 30 de enero de 1872; la segunda, desde el 1 de julio de 1879 al 30 de junio de 1883.
Se integró en el ambiente fuerista de la época, y se convirtió en «un paladín del nabarrismo».
Muy preocupado por la cultura vasca y su lengua el euskera proyectó, en 1868, crear una sociedad cultural vasca en Navarra. Para ello reunió a Pablo Ilarregui Alonso, secretario del ayuntamiento de Pamplona, historiador y poeta, al médico militar y humanista Nicasio Landa, al sacerdote Esteban Obanos entre otros, con los que realizaron un llamamiento a intelectuales de Álava, Guipúzcoa y Vizcaya. Este proyecto fue interrumpido por la tercera guerra carlista.
Cuando finaliza la guerra carlista Juan Mañé y Flaquer recorrió el País Vasco y Navarra escribiendo en El Oasis. Viaje al país de los Fueros (1878). Contactó con Iturralde y Suit dando como resultado que «casi todos los grabados que adornan el tomo primero son acuarelas que realizó el pintor navarro» al cual definió el autor catalán como «uno de esos tipos de bondad, hidalguía y formalidad que en estas tierras abundan tanto como en otras escasean. Carácter franco y leal, corazón abierto a todos los sentimientos generosos, apasionado por todas las nobles causas, consagra su vida cristiana a su familia, a sus semejantes, a su patria, a las letras y al arte, de que es apasionado».
Terminada la guerra carlista, Iturralde congregó a un grupo de prestigiosos intelectuales navarros con los que fundó la Asociación Euskara de Navarra el 6 de enero de 1878, predecesora de la Sociedad de Estudios Vascos. Fue secretario de la misma y presidente de la sección "Etnografía, Arte, Historia y Legislación". También dirigió la Revista Euskara entre 1878 y 1883.
El 22 de febrero de 1884 es nombrado correspondiente de la Real Academia de la Historia. 
Arturo Campión le definió así:

«La concordia entre el talento, el carácter y la vida pública y privada de Iturralde fue tan íntima que sus actos merecen el nqmbre de espejos donde se pinta la imagen cabal suya: armonioso y envidiable conjunto de inteligencia vivísima, sensibilidad vibrante, imaginación reconstructiva, fantasía soñadora y pintoresca, corazón vehemente, ingenio festivo, espíritu observador, sagaz y paciente. Esta suma total —mediante la diaria cultura de sí mismo, los hábitos heredados, los antecedentes étnicos, el ambiente de la familia y de la patria— puede expresarse diciendo: fue un poeta, un artista, un erudito, un patriota, un caballero católico; dejó hermosas páginas en su familia, en sus obras, en su vivir para el bien y en su morir para Dios.»
Arturo Campión, 1912

## Obras
En base a su publicación de obras en «terrenos diversos como la historia, el arte y la literatura» Iturralde y Suit «puede ser considerado un verdadero polígrafo». Pionero en las investigaciones sobre la prehistoria navarra que analizó como arqueólogo. Colaboró en numerosas publicaciones periódicas como El Eco de Navarra, Lau Buru (1882), Euskal-Erria (1882-1888), El Arga, La Joven Navarra (1860), Revista Euskara, El Ateneo, La Ilustración Navarra (1886), Revista del Antiguo Reino de Navarra (1888) y en el Boletín de la Comisión de Monumentos Históricos y Artísticos de Navarra.
Tras su fallecimiento se recopilaron sus trabajos y fueron publicados como Obras de D. Juan Iturralde y Suit, en cinco volúmenes, actualmente disponibles en el servicio de Biblioteca Navarra Digital. Todas ellas fueron realizadas en la desaparecida Imprenta y Librería de Jesús García, de Pamplona:
- I. Cuentos leyendas y descripciones euskaras - Pamplona, 1912. Incluye un extenso prólogo de Arturo Campión de 200 páginas[10] que en parte había sido publicado previamente en La Avalancha, entre febrero y marzo de 1910.[11][12][13][14]
- II. La prehistoria en Navarra. Pamplona, 1911.[15]
- III. Tradiciones y leyendas navarras. Pamplona, 1916. Incluye un extenso prólogo de Carmelo de Echegaray de 200 páginas.[16]
- IV. Las grandes ruinas monásticas de Navarra. Pamplona. 1916.[17] En realidad se trata de un trabajo inconcluso ya que sólo terminó siete de los catorce capítulos previstos.[7]
- V. Miscelánea histórica y arqueológica. Pamplona, 1917.[18]

También son obras suyas:
- El Palacio Real de Olite: estudio histórico-artístico. Pamplona, Imprenta y papelería de G. Enciso, 1922.[19]

Sobre este monumento ya presentó un estudio medio siglo antes, Memoria sobre las ruinas del Palacio Real de Olite (1870), donde apostilla el trabajo con un texto que ha sido objeto recurrente de citas posteriores en obras dedicadas al patrimonio de Navarra:

«El pueblo que mira indiferente los monumentos de sus pasadas glorias es indigno de ocupar un lugar en la historia,
 y doblemente criminal cuando el pasado es tan brillante como el del antiguo reino de Navarra».
Juan Iturralde y Suit, Pamplona, 30 de junio de 1870

Como bibliófilo, acopió numerosas publicaciones regalando muchos de sus libros, al igual que otros miembros de la Comisión de Monumentos Históricos y Artísticos de Navarra, a la biblioteca del Instituto de Enseñanza Media de Pamplona.

## Homenajes y reconocimientos
En su memoria se le dédico el nombre de una calle en el Segundo Ensanche de Pamplona, su ciudad natal: primero se nombró así a la actual calle Leyre, que adoptó este último nombre en 1937 pasándose a denominar calle de Iturralde y Suit otra calle situada más al sur, en perpendicular al final de la avenidad Carlos III, entre las calles Olite y Amaya.